# Taschendorf

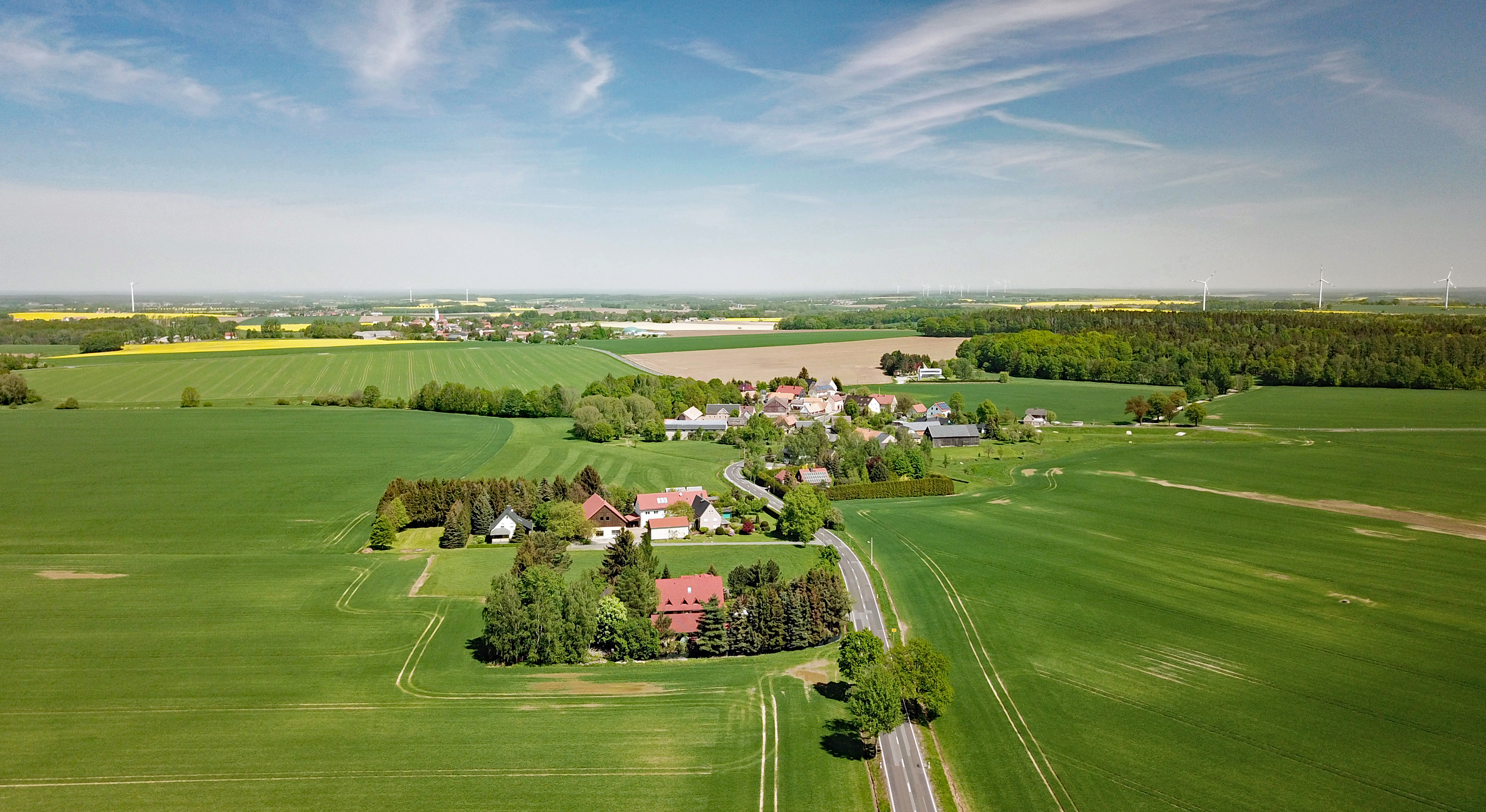
Luftbild

Taschendorf (obersorbisch Ledźborecy) ist ein Ortsteil der Gemeinde Burkau im Landkreis Bautzen in Sachsen.

## Geographie
Taschendorf liegt westlich des Taucherwalds und nördlich des 344 Meter hohen Pohlaer Bergs auf rund 250 Metern. Der durch Taschendorf nach Nordwesten durch das Waldgebiet Waßling fließende Bach Woßling mündet bei Glaubnitz rechtsseitig ins Klosterwasser.
Von der Bundesautobahn 4 (Anschlussstelle 88a Uhyst am Taucher) führt die Taucherwaldstraße nach Süden durch Uhyst, Taschendorf und weiter südöstlich nach Stacha und Wölkau. In Taschendorf zweigt von ihr die Bischofswerdaer Straße in südwestlicher Richtung nach Schönbrunn ab. Bischofswerdaer Straße und der nördliche Ast der Taucherwaldstraße sind Teil der sächsischen Staatsstraße 101.
Umgebende Orte sind Burkau im Westen, Uhyst am Taucher im Norden, jenseits des Taucherwalds Großhänchen und Leutwitz im Osten, Stacha und sein Nachbarort Pohla im Südosten und Schönbrunn im Süden. Die Stadt Bischofswerda liegt etwa 7 km südsüdwestlich, die Kreisstadt Bautzen befindet sich 15 km östlich.

## Geschichte

### Ortsgeschichte
Die urkundliche Erwähnung Taschendorfs setzt erst relativ spät im Jahr 1532 als Taschendorff ein. Die Ortsanlage als Rundweiler, eine slawische Siedlungsform im Gegensatz zu den Waldhufendörfern der deutschen Siedler, sowie die sieben (1532) bzw. neun (1547) genannten Bauernhöfe (besessene Mann) deuten darauf hin, dass der Ort deutlich älter ist.
Der Bautzner Rat verlor 1547 infolge des Oberlausitzer Pönfalls alle seine Landgüter an die Böhmische Krone, darunter auch Taschendorf. Im Jahr 1572 war das Dorf ein Lehn derer von Ponickau. Der Pohlaer Gutsherr August Friedrich von Kötteritz erwarb das Dorf 1646, verkaufte es jedoch bereits 1658/59 wieder an die Ponickaus. Einer der folgenden Besitzer war Johann Georg von Ponickau (1708–1775), sächsischer Gesandter und Konferenzminister. Im Rahmen des sächsischen Landesrezesses, denn die Oberlausitz gehörte seit 1635 zum Kurfürstentum Sachsen, wurden im Jahr 1777 ein besessener Mann, sechs Gärtner, sechs Häusler und zwei wüste Häuser oder Höfe ermittelt. Die Grundherrschaft lag beim zwischenzeitlich herausgebildeten Rittergut Taschendorf. Eventuell nutzte die Frenzelsche Räuberbande aus Schmölln die leerstehenden Häuser als Versteck.
Mitte der 1850er Jahre lag das Dorf im Gerichtsamt Bischofswerda. Infolge der unter Minister Christian Wilhelm Ludwig von Abeken durchgeführten Trennung von Verwaltung und Justiz kam Taschendorf zur 1874 neugebildeten Amtshauptmannschaft Bautzen.
Gegen Ende des 19. Jahrhunderts beschäftigte sich der Sächsische Landtag mit der Trassenführung der geplanten Verlängerung der Bahnstrecke Kamenz–Elstra nach Bischofswerda. Dabei wurde auch ein Halt in Taschendorf diskutiert, letztlich jedoch nicht umgesetzt.
Am 1. April 1936 gab es in Sachsen eine Reihe von Eingemeindungen, bei denen Taschendorf der Gemeinde Uhyst am Taucher angegliedert wurde, in die das Dorf auch gepfarrt ist. Das Ende des Zweiten Weltkriegs sorgte für einen Umbruch. Die Ponickaus wurden enteignet, aus ihrem Besitz wurden viereinhalb Hektar Bodenreformland in der Pohlaer Flur an einen Taschendorfer Kleinbauern vergeben. Bei der Verwaltungsreform von 1952 kam die Gemeinde im Juli zum Kreis Kamenz, wurde jedoch noch im Dezember des gleichen Jahres dem Kreis Bischofswerda anschlossen. In den Jahren 1959/1960 bildeten die Bauern von Taschendorf und Uhyst (nicht ohne gewissen Druck) eine Landwirtschaftliche Produktionsgenossenschaft (LPG). Diese wurde nach der Wende in die Taucherwald Agrar GmbH überführt.
Die Gemeinden Kleinhänchen und Uhyst am Taucher wurden im Rahmen der Gemeindegebietsreform zum 1. Januar 1994 der Gemeinde Burkau eingegliedert. Acht Monate später kam diese Gemeinde bei der 1. sächsischen Kreisreform an den Landkreis Bautzen, der 14 Jahre später infolge der 2. Kreisreform im vergrößerten, gleichnamigen Landkreis Bautzen aufging.
Zu den ortsbildprägenden Drei- und Vierseithöfen kamen nach 1990 neue Einfamilienhäuser hinzu, wodurch sich die Zahl der Wohngebäude bis 2011 auf 27 erhöhte.

### Ortsname
Der deutsche Ortsname ist urkundlich als Taschendorff (1532, 1547, 1658) und Taschendorf (1572, 1701) belegt. Er leitet sich wohl von der Lage am Pohlaer Berg ab, vormals als Taschenberg bezeichnet.
Der sorbische Ortsname, der als Ledźborec, Ležborecz (1684 ff.), Ledzborzy (1800), Ledžboŕecy, Ledźboricy (1866), Ledźboŕcy (1886) und schließlich Ledźborecy (1959) belegt ist, beruht auf einem altsorbischen Vornamen Leďbor.

## Anhang